# شم‌شم
شم‌شم یک اثر طبیعی ملی ایران است که در استان کردستان در ایران قرار دارد. این اثر طبیعی ملی طبق مصوبهٔ شمارهٔ ۵۶۸ در تاریخ ۹۸/۰۴/۲۵ در فهرست مناطق تحت حفاظت سازمان محیط زیست ایران قرار گرفت.